# Nördliche Vorstadt, Potsdam

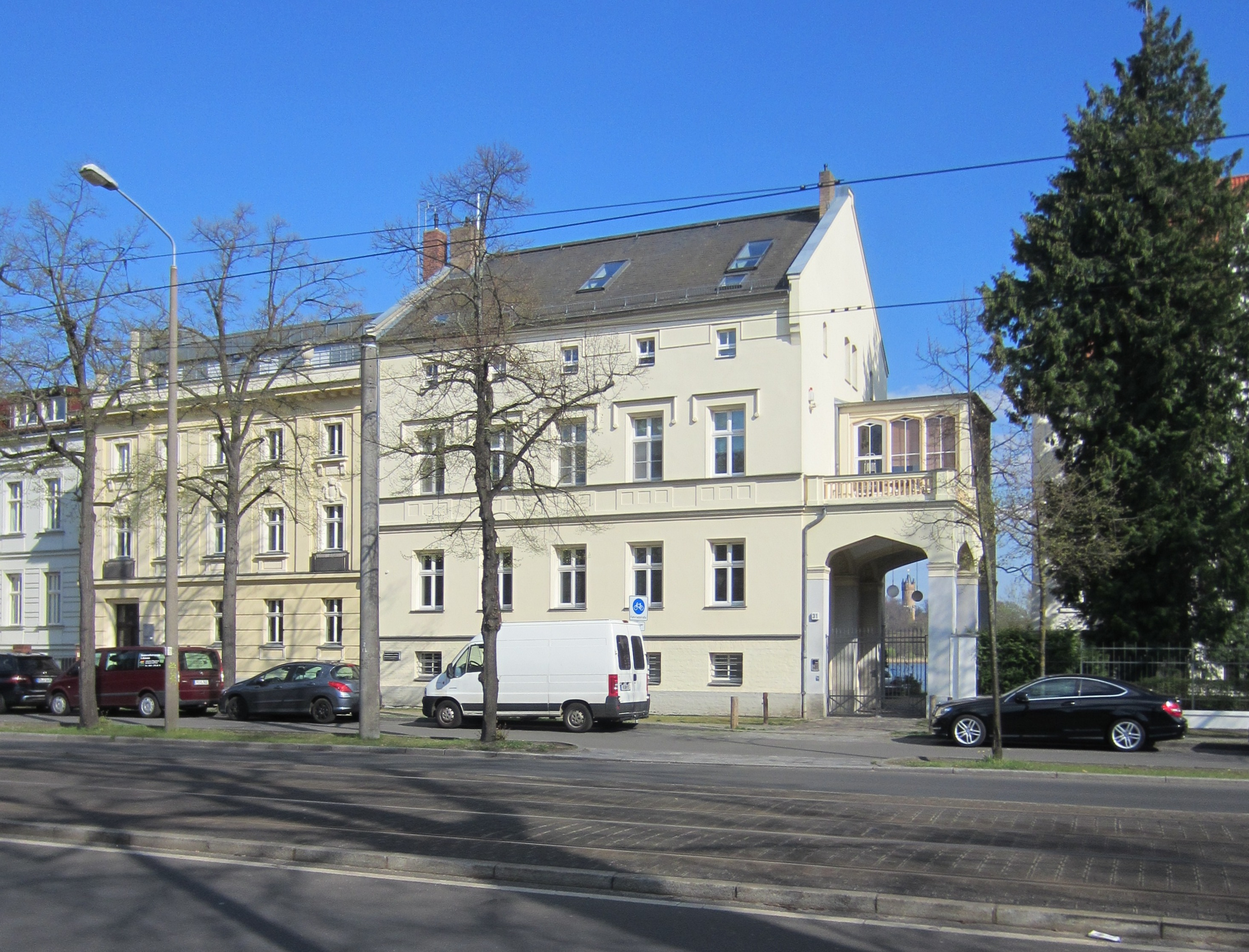
Kulturminnesmärkt hus på Berliner Strasse 31 i Berliner Vorstadt.

Nördliche Vorstadt är en stadsdel i staden Potsdam i Brandenburg, Tyskland. Stadsdelen består av de historiska förstäderna utanför de tidigare stadsportarna, norr om Potsdams historiska innerstad: Nauener Vorstadt, Jägervorstadt och Berliner Vorstadt.

## Sevärdheter

### Nauener Vorstadt
- Alexander-Newski-Gedächtniskirche
- Alexandrowka

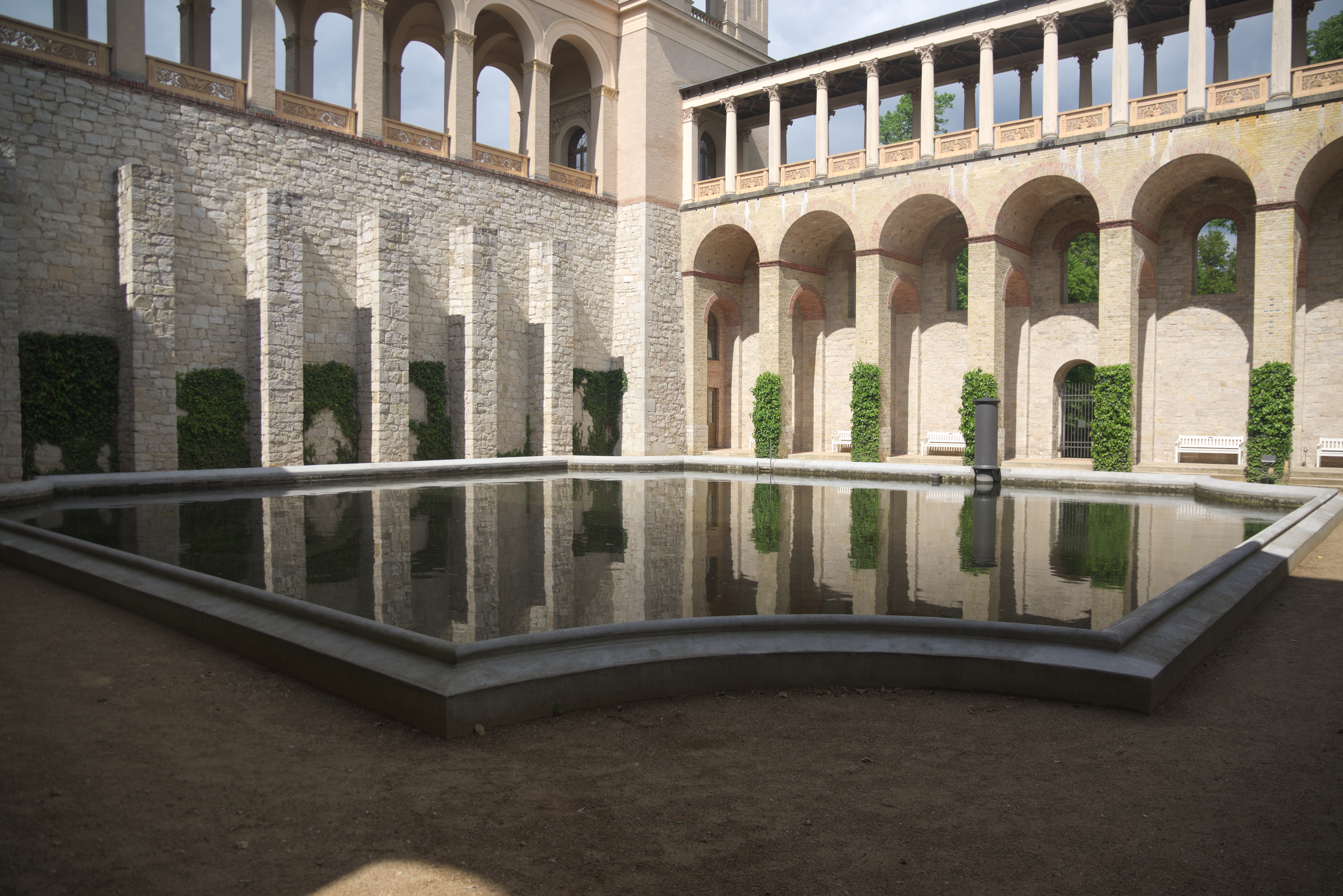
Belvedere auf dem Pfingstberg

- Slottet Cecilienhof där Potsdamkonferensen 1945 hölls
- Neuer Garten
- Marmorpalais
- Pfingstberg med Belvedere auf dem Pfingstberg

### Jägervorstadt
- Volkspark Potsdam

### Berliner Vorstadt

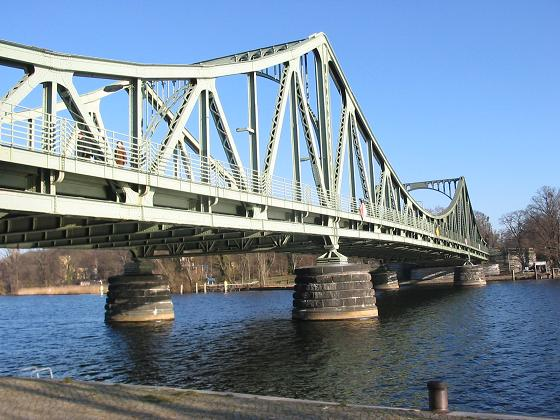
Glienicker Brücke

- Kulturminnesmärkta 1800-talsvillor
- Glienicker Brücke, känd som gränsbro mellan Västberlin och Östtyskland under kalla kriget